# 拉图尔德赛
拉图尔德赛（法語：La Tour-de-Sçay，法語發音：[la tuʁ də sɛ]）是法国杜省的一个市镇，属于贝桑松区。

## 地理
拉图尔德赛（47°23'12"N, 6°13'34"E）面积8.82 平方千米，位于法国勃艮第-弗朗什-孔泰大區杜省，该省份为法国东部内陆省份，北起上索恩省，西接汝拉省，东部及东南部与瑞士接壤，东北部与贝尔福地区省接壤。
与拉图尔德赛接壤的市镇（或旧市镇、城区）包括：弗拉热里涅、里尼奥索、桑德雷、科尔塞勒-米耶洛、热尔蒙当、普利涅-吕桑、里涅、维莱格雷洛。

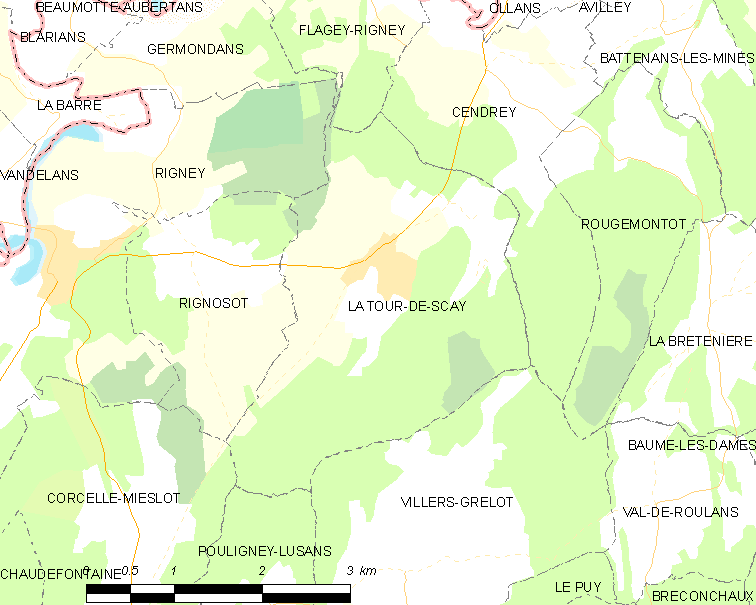
拉图尔德赛的OSM定位图

拉图尔德赛的时区为UTC+01:00、UTC+02:00（夏令时）。

## 行政
拉图尔德赛的邮政编码为25640，INSEE市镇编码为25566。

## 政治
拉图尔德赛所属的省级选区为博姆莱达姆县。

## 人口

1962-2008年间拉图尔德赛人口变化图示

拉图尔德赛于2022年1月1日时的人口数量为323人。